# Uwe Buchtmann
Uwe Buchtmann (* 7. April 1968 in Herford) ist ein ehemaliger deutscher Bahnradsportler.
Uwe Buchtmann war ein Spezialist für die Kurzzeitdisziplinen auf der Bahn, besonders erfolgreich war er auf dem Tandem. Zweimal – 1985 und 1986 – wurde er deutscher Junioren-Meister auf dem Tandem, 1986 zudem deutscher Junioren-Meister im Sprint. 1988 wurde er bei den Bahn-Weltmeisterschaften in Gent Vize-Weltmeister auf dem Tandem, mit Hans-Jürgen Greil. 1990 wurde er in Berlin deutscher Meister auf dem Tandem (Partner Markus Nagel) und bei der WM 1990 in Maebashi gemeinsam mit Markus Nagel Dritter im Tandemrennen, im Sprint belegte er Platz acht.
Insgesamt wurde Buchtmann fünfmal deutscher Meister und viermal Vize-Meister. Von den internationalen Sprinterturnieren gewann er den Großen Preis von Büttgen 1988. Buchtmann startete für den Verein RC Endspurt Herford.
1992 trat er vom Radsport zurück. Heute führt er eine Praxis als Physiotherapeut in Herford.